# Jerrie Mock
Geraldine "Jerrie" Mock, född 22 november 1925 i Newark, Ohio, död 30 september 2014, var en amerikansk pilot som var den första kvinnan att flyga ensam runt jorden år 1964. 
Jerrie Mock påbörjade studier inom flygteknik vid Ohio universitet, ett intresse hon uppgav ha startat i 7-årsåldern då hon åkt på sin första flygresa. Hon fortsatte inte sina studier då hon gifte sig 1945, men tog flyglicens och blev uppmuntrad av sin make att försöka flyga jorden runt.
I en Cessna 180, kallat "Spirit of Columbus" inledde hon sin flygtur den 19 mars 1964. Efter 29 dagar, 11 timmar och 59 minuter hade hon nått sitt mål och var tillbaka i Columbus, Ohio den 17 april. 
Mock erhöll en guldmedalj av dåvarande president Lyndon B Johnson för sin bedrift.    